# 新千恵子
新 千恵子（あたらし ちえこ、1968年1月31日 - ）は、日本の女性声優、ナレーター。大阪府寝屋川市出身。青二プロダクション所属。

## 略歴
松蔭女子学院短期大学家政学科卒業。青二塾大阪校15期生。

## 人物
方言は大阪弁。
多数のアニメ、ゲーム、テレビに出演している。
資格・免許は普通自動車免許。趣味は日舞、新内浄瑠璃（如月派名取）。

## 出演

### テレビアニメ
1998年
- 花さか天使テンテンくん（生徒）
- まもって守護月天!（車騎、子供、主婦、星神達、瓠瓜 他）
- 遊☆戯☆王（女子生徒、看護婦、リポーター）

1999年
- イソップワールド（ツルコ）
- 神風怪盗ジャンヌ（リサコ）
- ONE PIECE（シュシュ）

2000年
- カードキャプターさくら

2001年
- 機動天使エンジェリックレイヤー（京子）

2002年
- あたしンち（2002年 - 2008年、かおり、店員、ウグイス嬢、店員B、主婦C 他）

2003年
- 超ロボット生命体トランスフォーマー マイクロン伝説（ケリー）

2004年
- クレヨンしんちゃん（2004年 - 2021年、お姉さんB、下谷かな子、女の子、椎野映子、雨野千晴 他）

2006年
- 夢使い（如月康代）

2007年
- 名探偵コナン（2007年 - 2015年、友人、半田夏穂、尾城那穂）

2009年
- ご姉弟物語（福引き係B）

### 劇場アニメ
- ドクタースランプ アラレのびっくりバーン（1999年、モコモコ）
- クレヨンしんちゃん 嵐を呼ぶ!夕陽のカスカベボーイズ（2004年、町の住人・女）
- Pa-Pa-Pa ザ★ムービー パーマン タコDEポン!アシHAポン!（2004年、女C）
- 河童のクゥと夏休み（2007年、レポーター）
- カラフル（2010年、看護師[6]）
- コードギアス 反逆のルルーシュ I 興道（2017年、女）

### OVA
- 真ゲッターロボ対ネオゲッターロボ（2000年、メリー・キング）

### Webアニメ
- 無限の住人-IMMORTAL-（2019年、砂登）

### ゲーム
1999年
- グローランサー（アンジェラ）
- ゲッターロボ大決戦!（メリー・キング）

2000年
- FAVORITE DEAR 純白の預言者（フロリンダ）

2001年
- 機動天使エンジェリックレイヤー みさきと夢の天使達（若月京子）
- 逮捕しちゃうぞ（女性署員1）
- ドキドキプリティリーグ Lovely Star（梁の母）
- マリオネットカンパニー2 Chu!（マリア）

2002年
- テイルズ オブ ファンダム Vol.1（ルナリア・バーンズ）
- 魔女のお茶会（ニー、クエス）

2003年
- ゆめりあ（メグミ）

2004年
- グリーングリーン2 恋のスペシャルサマー（丘野ひまわり）
- スーパーロボット大戦GC（メリー・キング）
- BLACK/MATRIX OO（ルビエル・ビッグホーン、プラン）

2005年
- グリーングリーン3 ハローグッバイ（丘野ひまわり）

2007年
- ドラゴンシャドウスペル（プラン、ベルマリー）

2016年
- イース VIII -Lacrimosa of DANA-（ネストール）

2021年
- テイルズ オブ アライズ（ルナリア）

### ドラマCD
- まもって守護月天!（瓠瓜）

### ナレーション
- アースキーパーズ
- アンテナ22
- e-cluber
- SDM発
- 踊る!さんま御殿!!（担当の森富美アナウンサーが夏休みのときに代理）
- 深夜戦隊ガリンペロ
- 爆NEW
- ハマラジャ
- 美川屋本舗
- メディカルα
- 若菜の女塾
- 小山薫堂・東京会議

### その他コンテンツ
- スタイリッシュキャンディ（エポック社、セーラ・フローラル）
- 企業VP多数